# 9564 Jeffwynn
9564 Jeffwynn è un asteroide areosecante. Scoperto nel 1987, presenta un'orbita caratterizzata da un semiasse maggiore pari a 2,3406143 au e da un'eccentricità di 0,3174640, inclinata di 22,30361° rispetto all'eclittica.
L'asteroide è dedicato al geologo statunitense Jeffrey C. Wynn.